# Squalius pyrenaicus
El cacho o zaparda, Squalius pyrenaicus (antes Leuciscus pyrenaicus) es un pez de la familia de los ciprínidos, que se halla en Portugal y España. 

## Características
Su cuerpo es fusiforme, con una gran aleta caudal, una pequeña aleta dorsal y una ventral. La cabeza es ancha y gruesa y la boca es grande. Tiene escamas ásperas y grandes.
Su color es gris violeta en los costados, y el lomo y el vientre son blancos.
Su tamaño es de 30 a 40 cm aunque puede llegar hasta los 60 cm en ocasiones.
Es un pez omnívoro; come gusanos, moluscos, crustáceos, e insectos. Permanece activo durante el invierno.
Freza de abril a junio y sus huevos se pegan a las piedras o plantas del agua.

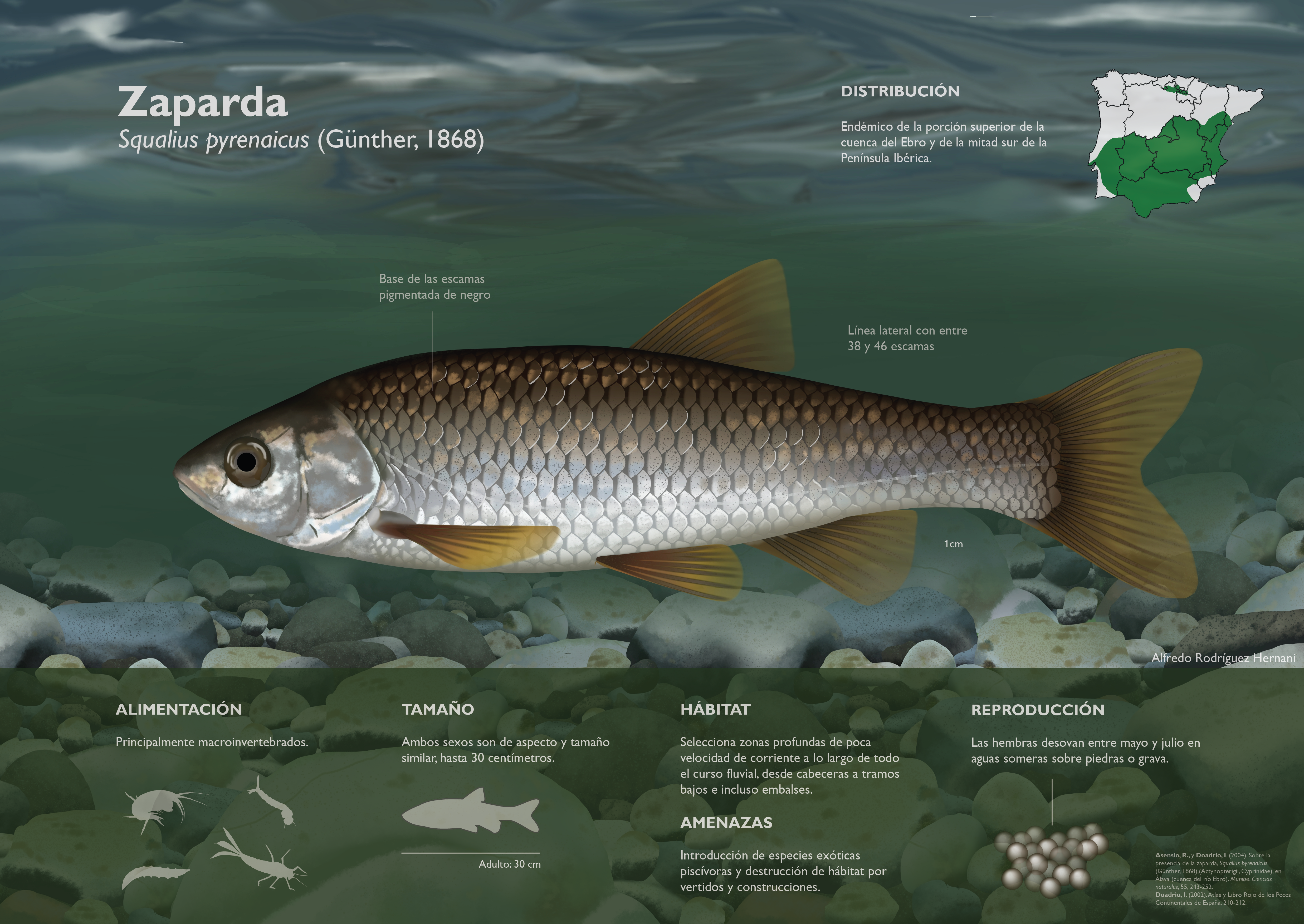
Ilustración sobre la zaparda o cacho.